# الخاندرو ویادما
الخاندرو ویادما (انگلیسی: Alejandro Viedma؛ زادهٔ ۱۶ آوریل ۱۹۹۹) بازیکن فوتبال اهل اسپانیا است.